# نائومی ساگارا
نائومی ساگارا (انگلیسی: Naomi Sagara; ۱۹۴۵ (۷۹–۸۰ سال)  – ) خواننده، فعال حمایت از حیوانات اهل ژاپن بود.